# NGC 3178
NGC 3178 é uma galáxia espiral (Sc) localizada na direcção da constelação de Hydra. Possui uma declinação de -15° 47' 28" e uma ascensão recta de 10 horas, 16 minutos e 09,4 segundos.
A galáxia NGC 3178 foi descoberta em 16 de Março de 1836 por John Herschel.